# Раймон Белло
Раймон Белло (фр. Raymond Bellot, 9 червня 1929, Альфорвіль — 24 лютого 2019, Франція) — французький футболіст, що грав на позиції півзахисника. 
Після завершення кар'єри нетривалий час був футбольним тренером.

## Клубна кар'єра
У дорослому футболі дебютував 1946 року виступами за команду клубу «Люсе», в якій провів один сезон. 
Згодом з 1950 по 1955 рік грав у складі команд клубів «Расінг» (Париж) та «Тулуза».
Своєю грою за останню команду привернув увагу представників тренерського штабу клубу «Монако», до складу якого приєднався 1955 року. Відіграв за команду з Монако наступні три сезони своєї ігрової кар'єри. Більшість часу, проведеного у складі «Монако», був основним гравцем команди.
Завершив професійну ігрову кар'єру у клубі «Стад Франсе», за команду якого виступав протягом 1958—1964 років.

## Виступи за збірну
1958 року був викликаний до лав національної збірної Франції та включений до її заявки для участі у чемпіонаті світу 1958 року у Швеції, на якому французи здобули бронзові нагороди. Проте ані на цьому турнірі, ані у подальшому Белло в офіційних матчах збірної на поле не виходив.

## Тренерська кар'єра
Після завершення кар'єри гравця 1964 року очолив нижчоліговий «Трувіль-Довіль», який залишив уже влітку 1965. Відтоді та до 1970 був головним тренером клубу «Вірі-Шатійон».

## Титули і досягнення
- Бронзовий призер чемпіонату світу: 1958